# ورونیکا لازار
ورونیکا لازار (انگلیسی: Veronica Lazăr؛ ۱۶ اکتبر ۱۹۳۸ – ۸ ژوئن ۲۰۱۴) هنرپیشه ایتالیایی زاده رومانی بود. از فیلم‌هایی که وی در آن نقش داشته است می‌توان به آخرین تانگو در پاریس، فراسوی ابرها، دست‌نویس شاهزاده و شناسایی یک زن اشاره کرد.